# ببتيد أفيونيدي

العلاقة البنيوية بين ميت-إنكيفالين -ببتيد أفيونيدي (يسار)- والمورفين -عقار أفيوني (يمين)-.

الببتيدات الأفيونيدية أو الببتيدات أفيونية المفعول (بالإنجليزية: Opioid peptides)‏ أو الببتيدات الأفيونية (بالإنجليزية: opiate peptides)‏ هي ببتيدات عصبية ترتبط بمستقبلات الأفيونيد في الدماغ. تحاكي الأفيونات والأفيونيدات (أشباه الأفيونيات) تأثير هذه الببتيدات. يمكن أن تُنتج ببتيدات الأفيونيد هذه بواسطة الجسم في حد ذاته، على سبيل المثال الإندورفينات. تختلف تأثيرات هذه الببتيدات، لكنها تشابه تأثيرات الأفيونات. تلعب أنظمة ببتيدات الأفيونيد في الدماغ دورا مهما في الدافع، المشاعر، التعلق، الاستجابة للضغظ والألم، التحكم في تناول الطعام وتأثيرات المكافئة الخاصة بالكحول والنيكوتين.
يمكن أن تُمتص الببتيدات الشبيهة بالأفيونيد من الطعام المهضوم جزئيا (كازومورفين [الإنجليزية]، إكسورفين [الإنجليزية] وروبيسكولين [الإنجليزية]). يتراوح طول ببتيدات  الطعام الأفيونيدية [الإنجليزية] عادة بين 4-8 حمض أميني والأفيونيدات داخلية المنشأ تكون أطول بكثير في الغالب.
تُفرز الببتيدات الأفيونيدية بعد خضوع بروتيناتها الأولية لتحلل بروتيني أثناء تعديلات ما بعد الترجمة. تتكون البروتينات الأولية من المكونات التالية: ببتيد توجيه يسبق منطقة محفوظة طولها حوالي 50 حمض أميني، منطقة متغيرة الطول، وتسلسل الببتيدات العصبية ذاتها. كشف تحليل التسلسل أن منطقة النهاية الأمينية المحفوظة الخاصة بالبروتينات الأولية تحتوي على 6 جزيئات سيستئين، التي ربما لها دور في تشكيل روابط ثنائي كبريتيد. وافتُرض أن هذه المنطقة مهمة في معالجة هذه الببتيدات العصبية.

## داخلية المنشأ
يحتوي الجينوم على العديد من الجينات النديدة المعلومِ بأنها ترمِّز ببتيدات أفيونيدية داخلية المنشأ.
- حُدِّد تسلسل نوكليوتيدات الجين البشري أوبيوميلنوكورتن الأولي [الإنجليزية] (POMC) في عام 1980.[4] يُرمِّز جين POMC أفيونيدات داخلية المنشأ مثل: بيتا-إندورفين [الإنجليزية] وغاما-إندورفين [الإنجليزية].[5]
- حُدِّد جين إنكيفالين البشري ووُصف تسلسل نوكليوتيداته في 1982.[6]
- استُخلص جين دينورفين البشري (سُمي في البداية "إنكيفالين ب" بسبب تشابه تسلسله مع تسلسل جين إنكيفالين) وحُدد تسلسله في 1983.[7]
- يُشفر جين PNOC نوسسيبتين قبل الأولي [الإنجليزية] وينتج عن قصه نوسسيبتين وربما ببتيدان عصبيان آخران.[3]
- اكتُشف أدرينورفين [الإنجليزية] وأميدورفين [الإنجليزية] وليومورفين [الإنجليزية] في عقد 1980.
- اكتُشفت الإندومورفينات [الإنجليزية] في عقد 1990.
- أبيورفين [الإنجليزية]، سبينورفين [الإنجليزية]، مثبط الإنكيفاليناز (يمنع استقلاب الإنكيفالينات).
- هيمورفين [الإنجليزية]، الببتيدات الأفيونيدية المشتقة من الهيموغلوبين ومنها:هيمورفين 4 [الإنجليزية]، فالورفين [الإنجليزية]، سبينورفين وغيرها.

أما الأفيونيدات غير الببتيدية التي يُنتجها الجيم البشري: كودين ومورفين.
| ببتيد أفيونيدي | تسلسل الأحماض الأمينية           | مستقبلات الأفيونيد المستهدفة                                           | المراجع                     |
| إنكيفالينات |                                  |                                                                        |                             |
| --- | -------------------------------- | ---------------------------------------------------------------------- | --------------------------- |
| ليو-إنكيفالين [الإنجليزية] | YGGFL                            | مستقبل أفيونيدي δ†، مستقبل أفيونيدي μ†                                 | [ 10 ] [ 11 ] [ 12 ]        |
| ميت-إنكيفالين [الإنجليزية] | YGGFM                            | مستقبل أفيونيدي δ†، مستقبل أفيونيدي μ†                                 | [ 10 ] [ 11 ] [ 12 ]        |
| أدرينورفين | YGGFMRRV-NH2                     | مستقبل أفيونيدي δ، مستقبل أفيونيدي μ                                   | [ 10 ]                      |
| ببتيد E | YGGFMRRVGRPEWWMDYQKRYGGFL        | مستقبل أفيونيدي μ، مستقبل أفيونيدي κ                                   | [ 10 ]                      |
| إندورفينات |                                  |                                                                        |                             |
| ألفا-إندورفين [الإنجليزية] | YGGFMTSEKSQTPLVT                 | مستقبل أفيونيدي μ، ألفة غير معروفة بالنسبة لمستقبلات الأفيونيد الأخرى  | [ 10 ]                      |
| بيتا-إندورفين | YGGFMTSEKSQTPLVTLFKNAIIKNAYKKGE  | مستقبل أفيونيدي μ†‡، مستقبل أفيونيدي δ†                                | [ 10 ] [ 11 ] [ 12 ] [ 9 ]  |
| غاما-إندورفين | YGGFMTSEKSQTPLVTL                | مستقبل أفيونيدي μ، ألفة غير معروفة بالنسبة لمستقبلات الأفيونيد الأخرى  | [ 10 ]                      |
| دينورفينات |                                  |                                                                        |                             |
| دينورفين أ [الإنجليزية] | YGGFLRRIRPKLKWDNQ                | مستقبل أفيونيدي κ†‡                                                    | [ 10 ] [ 11 ] [ 13 ]        |
| دينورفين أ1–8 | YGGFLRRI                         | مستقبل أفيونيدي κ، مستقبل أفيونيدي μ (ناهض جزئي للمستقبل الأفيونيدي δ) | [ 14 ] [ 15 ]               |
| دينورفين ب [الإنجليزية] | YGGFLRRQFKVVT                    | مستقبل أفيونيدي κ                                                      | [ 10 ] [ 11 ]               |
| دينورفين كبير [الإنجليزية] | YGGFLRRIRPKLKWDNQKRYGGFLRRQFKVVT | مستقبل أفيونيدي κ†‡                                                    | [ 13 ] [ 16 ] [ 17 ]        |
| ليومورفين | YGGFLRRQFKVVTRSQEDPNAYYEELFDV    | مستقبل أفيونيدي κ                                                      | [ 18 ] [ 19 ] [ 20 ] [ 21 ] |
| ألفا-نيوإندورفين [الإنجليزية] | YGGFLRKYPK                       | مستقبل أفيونيدي κ                                                      | [ 10 ] [ 11 ]               |
| بيتا-نيوإندورفين [الإنجليزية] | YGGFLRKYP                        | مستقبل أفيونيدي κ                                                      | [ 10 ]                      |
| نوسسيبتين [الإنجليزية] |                                  |                                                                        |                             |
| نوسسيبتين | FGGFTGARKSARKLANQ                | مستقبل النوسسيبتين [الإنجليزية]†‡                                      | [ 10 ] [ 11 ] [ 22 ]        |
| إندومورفينات [الإنجليزية] |                                  |                                                                        |                             |
| إندومورفين 1 [الإنجليزية] | YPWF-NH2                         | مستقبل أفيونيدي μ                                                      | [ 10 ] [ 11 ]               |
| إندومورفين 2 [الإنجليزية] | YPFF-NH2                         | مستقبل أفيونيدي μ                                                      | [ 10 ] [ 11 ]               |
| † يشير هذا الرمز بجوار المستقبل إلى أن ذلك الببتيد هو الناهض الرئيسي داخلي المنشأ للمستقبل لدى البشر. ‡ يشير هذا الرمز بجوار المستقبل إلى أن ذلك الببتيد هو اللجين داخلي المنشأ الذي له أعلى فعالية (ألفة) معروفة للمستقبل لدى البشر. |                                  |                                                                        |                             |

## خارجية المنشأ
تسمى مركبات الأفيونيدات خارجية المنشأ (التي لا يصنعها الجسم) الإكسورفينات [الإنجليزية] وهي مقابلة للإندورفينات. تشمل الإكسورفينات: ببتيدات  الطعام الأفيونيدية [الإنجليزية] مثل: إكسورفين الغلوتين [الإنجليزية] والببتيدات أفيونيدية المكروبية وأي ببتيدات أفيونيدية غريبة على مضيف يملك الفعالية الاستقلابية لذلك الببتيد. يمكن أن تُحوَّل الإكسورفينات من النباتات والحيوانات وكذلك منتجات الألبان وبعض الخضر مثل السبانخ وفول الصويا. تحاكي الإكسورفينات تأثيرات الإندورفينات في الارتباط بمستقبلات الأفيونيد وتنشيطها في الدماغ، ومنها:
- كازومورفين [الإنجليزية] ( من الكازين الموجود في حليب الثدييات كالأبقار).
- إكسورفين الغلوتين (من الغلوتين الموجود في محصول حبوب القمح، الشيلم والشعير).
- غليادورفين [الإنجليزية] (من الغلوتين الموجود في محصول حبوب القمح، الشيلم والشعير).
- صويمورفين 5 (من فول الصويا).
- روبيسكولين [الإنجليزية] (من السبانخ).

## برمائية
- دلتورفين [الإنجليزية]
- دلتورفين 1  [الإنجليزية]
- دلتورفين 2
- درمورفين [الإنجليزية]

## اصطناعية
زيكلوفين [الإنجليزية] هو مناهض نصف اصطناعي للمستقبل الأفيوني κ مشتق من دينورفين أ [الإنجليزية].